# Conus sowerbei
Conus sowerbei é uma espécie de gastrópode do gênero Conus, pertencente a família Conidae.